# Бодуен де Куртене Софія Іванівна
Софія Бодуен де Куртене (1887—1967) — польська художниця, представниця раннього авангарду.
Донька Івана Бодуена де Куртене. Учениця Михайла Бойчука. 1910 року в складі групи бойчукістів брала участь у Салоні Незалежних.
Похована в родинному склепі у Варшаві.